# Myrmothera campanisona
A Myrmothera campanisona a madarak osztályának verébalakúak (Passeriformes) rendjébe és a hangyászpittafélék (Grallariidae) családjába tartozó faj.

## Rendszerezése
A fajt Johann Hermann francia természettudós írta le 1783-ban, Myrmornim nembe Myrmornim campanisona néven.

## Alfajai

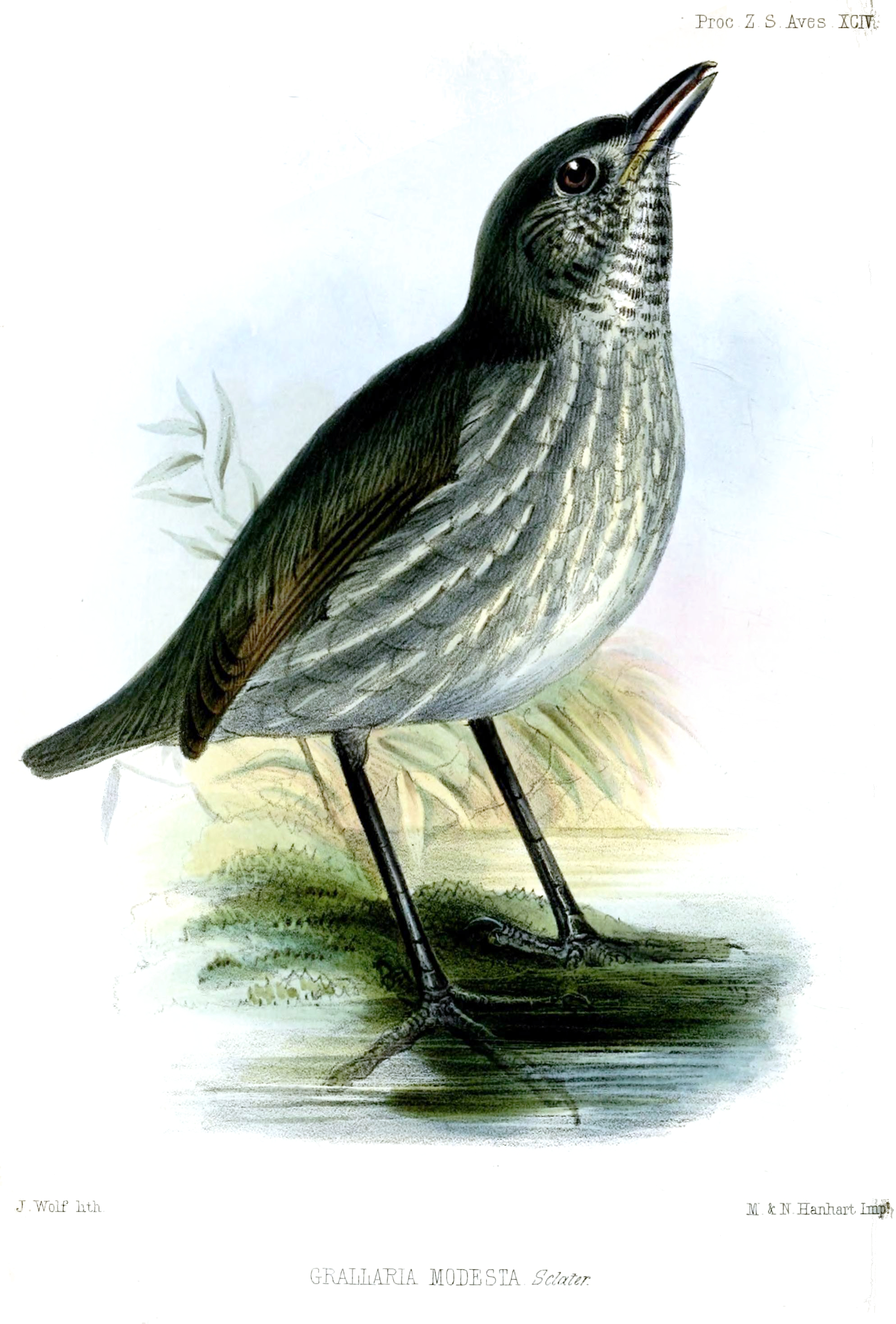
Myrmothera campanisona modesta

- Myrmothera campanisona campanisona (Hermann, 1783)
- Myrmothera campanisona dissors Zimmer, 1934
- Myrmothera campanisona minor (Taczanowski, 1882)
- Myrmothera campanisona modesta (P. L. Sclater, 1855)
- Myrmothera campanisona signata Zimmer, 1934
- Myrmothera campanisona subcanescens Todd, 1927[2]

## Előfordulása
Bolívia, Brazília, Kolumbia, Ecuador, Francia Guyana, Guyana, Peru, Suriname és Venezuela területén honos. A természetes élőhelye szubtrópusi és trópusi síkvidéki esőerdők, folyók és patakok környéke. Állandó, nem vonuló faj.

## Megjelenése
Testhossza 15 centiméter, hím testtömege 39,5–54 gramm, a tojóé 42–64 gramm.

## Életmódja
Rovarokkal táplálkozik.

## Természetvédelmi helyzete
Az elterjedési területe rendkívül nagy, egyedszáma pedig stabil. A Természetvédelmi Világszövetség Vörös listáján nem fenyegetett fajként szerepel.